# ویسکا (ناحیه هاولیتشکوف برود)
ویسکا (به چکی: Víska) یک منطقهٔ مسکونی در جمهوری چک است که در ناحیه هاولیتشکوف برود واقع شده‌است. ویسکا ۳٫۸۵ کیلومتر مربع مساحت و ۱۷۶ نفر جمعیت دارد و ۳۸۵ متر بالاتر از سطح دریا واقع شده‌است.